# Paleobotanică

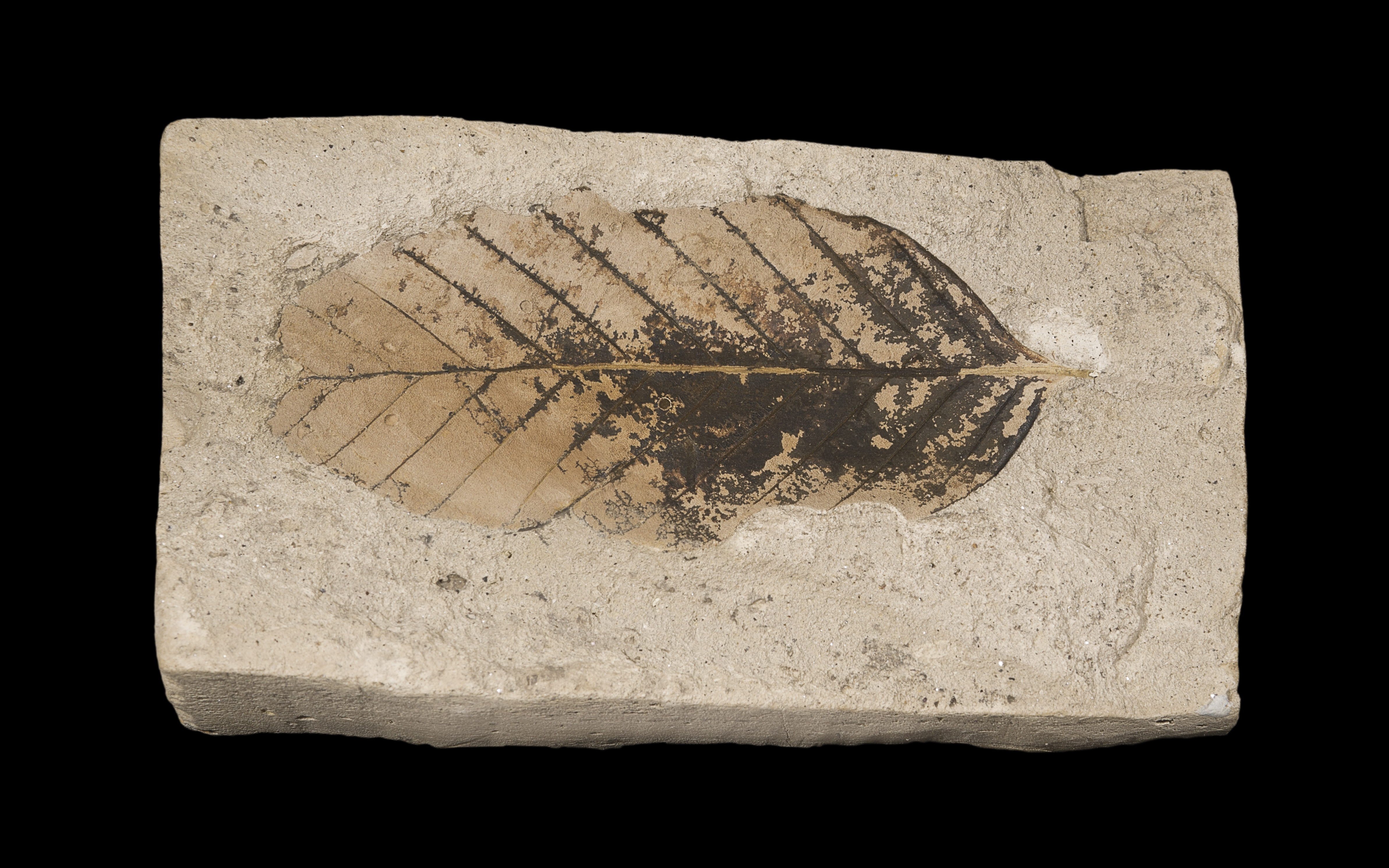
Frunză de fag fosilizată

Paleobotanica este o parte a paleontologiei care se ocupă cu studierea plantelor fosile.